# Lista de vereadores de Porciúncula
Esta é a lista de vereadores de Porciúncula, município brasileiro do estado do Rio de Janeiro.
A Câmara Municipal de Porciúncula é formada por nove representantes.

## Legislatura de 2021–2024
Estes são os vereadores eleitos nas eleições de 15 de novembro de 2020, pelo período de 1° de janeiro de 2021 a 31 de dezembro de 2024:
| Mesa Diretora (2021-2022)           |                       |                        |                           |
| Nome                                | Início do mandato     | Fim do mandato         | Cargo                     |
| Riandro Petrucci Pireda (PSDB)      | 1º de janeiro de 2021 | 31 de dezembro de 2022 | Presidente da Câmara      |
| Carlos Marcelo Menim (MDB)          | 1º de janeiro de 2021 | 31 de dezembro de 2022 | Vice-presidente da Câmara |
| Jefferson Antônio S. Moreira (PSDB) | 1º de janeiro de 2021 | 31 de dezembro de 2022 | Secretário                |

|   | Nome                                                                          | Partido                                        | Votos | %    | Observações |
| - | ----------------------------------------------------------------------------- | ---------------------------------------------- | ----- | ---- | ----------- |
| 1 | Carlos Marcelo Menim (Porciúncula, 12.08.1982–)                               | Movimento Democrático Brasileiro (MDB)         | 485   | 4,72 | 1º mandato  |
| 2 | Luciano Alves Serafim (Porciúncula, 17.12.1969–)                              | Democratas (DEM)                               | 464   | 4,51 | 1º mandato  |
| 3 | Luciano Carvalho Ferreira (Porciúncula, 04.10.1976–)                          | Solidariedade (SD)                             | 446   | 4,34 | 1º mandato  |
| 4 | Jefferson Antônio Soares Moreira (Porciúncula, 29.04.1989–)                   | Partido da Social Democracia Brasileira (PSDB) | 424   | 4,12 | 2º mandato  |
| 5 | José Henriques da Cunha Netto, Zeca Coutinho (Porciúncula, 21.05.1969–)       | Movimento Democrático Brasileiro (MDB)         | 422   | 4,10 | 1º mandato  |
| 6 | Magno Brazolino de Almeida, Maguinho (Porciúncula, 27.08.1973–)               | Progressistas (PP)                             | 418   | 4,07 | 1º mandato  |
| 7 | Sabrina Soares do Valle Oliveira, Sabrina da Saúde (Porciúncula, 04.11.1981–) | Partido da Social Democracia Brasileira (PSDB) | 362   | 3,52 | 1º mandato  |
| 8 | Riandro Petrucci Pireda (2021-2022) (Porciúncula, 15.09.1979–)                | Partido da Social Democracia Brasileira (PSDB) | 349   | 3,39 | 1º mandato  |
| 9 | Wendel Godinho Zanirate (Porciúncula, 20.08.1980–)                            | Solidariedade (SD)                             | 321   | 3,12 | 1º mandato  |

## Legislatura de 2017–2020
Estes são os vereadores eleitos nas eleições de 2 de outubro de 2016, pelo período de 1° de janeiro de 2017 a 31 de dezembro de 2020:
|   | Nome                                                                            | Partido                                            | Votos | %    | Observações |
| - | ------------------------------------------------------------------------------- | -------------------------------------------------- | ----- | ---- | ----------- |
| 1 | Carlos Aparecida, Carlinho Babão (Porciúncula, 29.02.1948–)                     | Partido Progressista (PP)                          | 758   | 7,17 | 1º mandato  |
| 2 | Wendel Godinho Zanirate (Porciúncula, 20.08.1980–)                              | Solidariedade (SD)                                 | 659   | 6,23 | 1º mandato  |
| 3 | Fernando de Souza Filho, do Piu (2017-2018) (Porciúncula, 12.08.1982–)          | Partido Progressista (PP)                          | 503   | 4,76 | 1º mandato  |
| 4 | Andrio José Peixoto Leal Zanirati, Andrim do Jailton (Porciúncula, 22.10.1980–) | Partido Popular Socialista (PPS)                   | 490   | 4,63 | 1º mandato  |
| 5 | Edimar da Silva Luquetti, Mazola (Natividade, 25.08.1962–)                      | Partido do Movimento Democrático Brasileiro (PMDB) | 393   | 3,72 | 1º mandato  |
| 6 | Josiel de Souza, Ieca (Porciúncula, 25.06.1969–)                                | Partido Trabalhista Brasileiro (PTB)               | 312   | 2,95 | 1º mandato  |
| 7 | Jefferson Antônio Soares Moreira (Porciúncula, 29.04.1989–)                     | Partido Trabalhista do Brasil (PTdoB)              | 311   | 2,94 | 1º mandato  |
| 8 | Climeia Campos Müller (Porciúncula, 15.04.1951–)                                | Solidariedade (SD)                                 | 293   | 2,77 | 1º mandato  |
| 9 | Fernando Antonio Miranda (2019-2020) (Porciúncula, 12.01.1953–)                 | Partido da Social Democracia Brasileira (PSDB)     | 285   | 2,69 | 1º mandato  |

## Legenda
| Cor  | Significado          |
| Bege | Presidente da Câmara |
| Azul | Suplente             |